# Anatoli Salewski
Anatoli Salewski (ukrainisch Анатолій Залевський, wiss. Transliteration Anatolij Zalevskyj, russisch Анатолий Залевский, wiss. Transliteration Anatolij Zalevskij; * 20. April 1974 in Berdytschiw) ist ein ukrainischer Akrobat und Äquilibrist.
Im Alter von fünf Jahren trat er in die Zirkusschule seiner Heimatstadt ein. Mit 17 Jahren wurde er an der staatlichen Artistenschule in Kiew aufgenommen. Im Alter von 21 Jahren schloss er sie als Bester seines Jahrgangs ab. Beim Wettbewerb Cirque de Demain in Paris gewann er 1998 die Goldmedaille. Im folgenden Jahr gewann er den Goldenen Clown des Zirkusfestivals von Monte Carlo, den Ersten Internationalen Varietépreis des Traumtänzer-Festivals in Kassel und den Preis des Wintergarten Varietés Berlin für herausragende artistische Leistung.
Er erhielt Angebote verschiedener Zirkusunternehmen, sucht jedoch seinen eigenen Weg in der Synthese von Artistik und Tanz. 2003 gründete er gemeinsam mit neun Tänzern und sechs weiteren Akrobate das Ensemble Rizoma, das seitdem mit Darbietungen unter der Choreografie von Juri Wagin auftritt.